# Wiencourt-l'Équipée
Wiencourt-l'Équipée je francouzská obec v departementu Somme v regionu Hauts-de-France. V roce 2013 zde žilo 256 obyvatel.

## Poloha
Sousední obce jsou: Bayonvillers, Cayeux-en-Santerre, Guillaucourt, Lamotte-Warfusée a Marcelcave.

## Vývoj počtu obyvatel
Počet obyvatel